# Percy Jackson e gli dei dell'Olimpo: il calice degli dei
Il Calice degli Dei (The Chalice of the Gods) è un romanzo fantasy d'avventura basato sulla mitologia greca di Rick Riordan. È stato pubblicato il 26 settembre 2023 da Disney Hyperion. Si tratta del sesto romanzo della serie Percy Jackson e gli dei dell'Olimpo, e costituisce il seguito dei cinque libri originali, ambientato dopo gli eventi della serie Eroi dell'Olimpo e prima della serie Le sfide di Apollo.

## Trama
Percy Jackson si sta preparando ad andare all'università di Nuova Roma alla fine delle superiori, ma viene informato da suo padre Poseidone che, dal momento che non sarebbe mai dovuto nascere a causa del patto stretto dai Tre Pezzi Grossi dell'Olimpo (Zeus, Ade e Poseidone) dopo la seconda guerra mondiale, Zeus gli ha imposto un ulteriore requisito per poter essere accettato all'università: completare tre missioni da parte di altrettanti dèi e ricevere da ciascuno una lettera di raccomandazione. Viene quindi pubblicato un annuncio per i servizi di Percy sull'Olimpo, mentre si offrono di aiutarlo la sua ragazza Annabeth Chase e il suo migliore amico Grover Underwood.
Risponde all'annuncio Ganimede, il coppiere di Zeus, il quale spiega a Percy che il suo calice dell'immortalità è stato rubato e che deve recuperarlo prima che gli altri dèi lo scoprano. Le principali sospettate sono le dee Ebe e Iride, quindi Percy, Annabeth e Grover indagano su di loro. In cambio di un'altra impresa, Iride scopre che il vero ladro è Geras, il dio della vecchiaia, aiutando i tre a localizzarlo. Percy accetta una sfida apparentemente impossibile, ovvero sfidare Geras in uno scontro fisico; riesce a vincere abbracciando il dio e accettando quindi la vecchiaia e tutto ciò che comporta, mortalità inclusa, guadagnandosi il rispetto di Geras, che gli restituisce il calice.
Zeus organizza un brunch improvviso per sua madre Rea, quindi Percy deve affrettarsi a riportare il calice a Ganimede. Il ragazzo giunge appena in tempo, grazie anche all'aiuto inaspettato di Atena, e restituisce il calice a Ganimede senza che gli altri dèi scoprano nulla. Percy ottiene la lettera di raccomandazione e Poseidone loda le sue qualità da eroe, promettendogli di vegliare sempre su di lui. Sally, la madre di Percy, lo informa di essere incinta. Il ragazzo, insieme ad Annabeth, fa dei progetti per il loro futuro insieme, mentre si prepara a ottenere le lettere rimanenti per assicurarsi l'ingresso all'università.

## Pubblicazione
Il Calice degli Dei è stato annunciato il 18 ottobre 2022. Il 24 febbraio 2023, la copertina è stata annunciata insieme alla data di uscita finale del progetto. La copertina è stata realizzata da Victo Ngai, e la data di uscita è stata il 26 settembre 2023.

## Sequel
Wrath of the Triple Goddess continuerà seguendo la ricerca di Percy per acquisire raccomandazioni universitarie. Il sequel è stato annunciato da Riordan il 26 settembre 2023 durante un evento di lancio de Il Calice degli Dei. Riordan ha anche confermato che Il Calice degli Dei è la base di una trilogia di romanzi che copre la transizione di Percy dalla scuola superiore all'università.